# Herewald (évêque de Llandaff)
Pour les articles homonymes, voir Herewald.
Herewald est un prélat chrétien mort le 6 mars 1104 ou 1107. Il est évêque dans le Sud-Est du pays de Galles dans la deuxième moitié du XIe siècle. Son diocèse correspond au diocèse de Llandaff ultérieur.

## Biographie
La principale source primaire concernant Herewald est le Livre de Llandaff (en), un cartulaire compilé au XIIe siècle à la cathédrale de Llandaff. Ce livre présente un certain nombre d'informations concernant Herewald qui ne doivent pas être prises pour argent comptant, car les compilateurs du cartulaire cherchent à défendre les revendications des évêques de Llandaff sur une partie des diocèses voisins de St David's et Hereford, quitte à prendre des libertés avec la réalité historique.
Le nom de Herewald est vieil-anglais, ce qui laisse à penser qu'il n'est pas d'origine galloise. D'après le Livre de Llandaff, il succède à Joseph, mort en 1045, mais il est possible qu'il soit devenu évêque plus tard, par exemple à la mort de l'évêque gallois Tremerig en 1052. Son sacre pourrait avoir été assuré par l'archevêque d'York Cynesige.
Les documents reproduits dans le Livre de Llandaff montrent Herewald comme un évêque actif dans tout le Glamorgan, et les églises qu'il est censé avoir consacrées se situent principalement dans la région de l'Ergyng. Il est suspendu de sa charge  de 1093 à 1100 par l'archevêque de Cantorbéry Anselme pour une raison inconnue.
Herewald meurt le 6 mars 1104 d'après le Livre de Llandaff ou en 1107 d'après une interpolation dans les Brenhinoedd y Saeson (en). Le Livre de Llandaff indique qu'il a deux fils nommés Mai et Lifris. Ce dernier occupe la charge d'archidiacre de Glamorgan et rédige une hagiographie de Cadog.